# زعتر زائف الصوف
زعتر زائف الصوف أوالغدة الصعترية الكاذبة أو الزعتر الصوفي (الاسم العلمي: Thymus pseudolanuginosus)، هو نوع من الزعتر المعمر أوراقه ذات زغب رمادي أزهاره وردية، يتكاثر بالبذور وبالتفصيص.

## الوصف
الزعتر زائف الصوف هو شجيرة فرعية تُكوّن سجادات عشبية واسعة، ذات أوراق صغيرة رمادية صوفية وعطرية، وتتزين بأزهار وردية قليلة خلال فصل الصيف. يتميز هذا النوع بقدرته العالية على التحمل وتوفيره للمياه. قد يكون من الصعب جدًا التمييز بين الزعتر الزاحف المشعر ونظيره غير المشعر، ويُعتقد أن أصله يعود إلى مناطق غير محددة في جنوب أوروبا.
تتنوع أوراق الزعتر الزاحف من مجردة قليلاً (ناعمة) إلى مغطاة بشكل متناثر بشعر أبيض، أو مغطاة بكثافة على كلا السطحين، مع حواف مهدبة أو مجرد هدب عند القاعدة. يمكن أن يُعزى انخفاض نموه بالقرب من الأرض وشعر أوراقه إلى تكيفات مع المناخات الباردة أو الثلجية، مثل الموائل الجبلية.

## الاستخدام
مقاوم ويتطلب القليل من الصيانة، ويمكن استخدامه زينةً للحدائق الصخرية والأسطح الخضراء. غالبًا ما يُزرع باعتباره غطاء أرضي، حيث يمكن أن يشكل حصائرًا منخفضة واسعة النطاق. يُوصى بزراعة الزعتر الصوفي في الشقوق بين أحجار الرصف أو على طول مسارات الحصى، أو كجزء من حديقة مقاومة للجفاف. تتميز هذه العشبة بقدرتها على تحمل الظروف القاسية، حيث يمكن الدوس عليها دون أن تتعرض لأي أضرار تُذكر. بل إن الدوس على غطاء الزعتر الصوفي يُطلق رائحة لطيفة ومنعشة تضيف لمسة مميزة للمكان.